# Phrygionis gemmea
Phrygionis gemmea là một loài bướm đêm trong họ Geometridae.